# بير أكسل رايدبرغ
بير أكسل رايدبرغ (1860-1931) (بالإنجليزية: Per Axel Rydberg)‏ هو عالم نبات أمريكي.